# (38554) 1999 VR78
1999 في أر 78 (ويعرف أيضًا باسم (38554) 1999 في أر 78 وفق تسمية الكوكب الصغير) (بالإنجليزية: 1999 VR78)‏ هو كويكب ضمن حزام الكويكبات؛ وترتيبه 38554 من حيث الاكتشاف.
اكتُشف هذا الجُرم الفلكي بواسطة بحث لنكولن عن الكويكبات القريبة من الأرض في 4 نوفمبر 1999.

## وصلات خارجية
- (38554) 1999 VR78 في قاعدة بيانات مختبر الدفع النفاث لأجرام النظام الشمسي الصغيرة

- الاكتشاف · مخطط المدار ·  العناصر المدارية · المعلمات المادية

- (38554) 1999 VR78 على موقع ويكي سكاي: DSS2, SDSS, GALEX, IRAS, Hydrogen α, X-Ray, Astrophoto, Sky Map, Articles and images